# Mégara
Mégara (/ˈmɛɡərə/; em grego:  Μέγαρα) é uma cidade de vocação agrícola, 43 km a oeste de Atenas. Situa-se na seção norte do istmo de Corinto oposto à ilha de Salamis, que pertenceu a  Mégara na Antiguidade, antes de ser tomada por Atenas. Construída sobre a cidade antiga, é atravessada pela auto-estrada que liga a capital grega a Corinto e Patras. Encontra-se num território de colinas semeado de olivares.

## Mitologia
Segundo os habitantes da cidade na época de Pausânias, a cidade ganhou este nome quando Car, filho de Foroneu, era rei da terra, e construiu santuários da Deméter, de onde deriva o nome (Μέγαρα – grandes casas). Outra versão do nome, dada pelos beócios, é que o nome deriva de Megareu.
Segundo os megareus, doze gerações depois de Car, Lélex veio do Egito e conquistou a cidade, e a partir dele a tribo dos léleges recebeu seu nome. Seus sucessores, de pai para filho, foram Cleson, Pilas e Sciron. Este último se casou com uma filha de Pandião, rei de Atenas, e depois disputou o reino com Niso, filho de Pandião. A disputa foi arbitrada por Éaco, que deu o reino a Niso, deixando Sciron com a liderança na guerra.
Segundo os atenienses, Pilas havia deixado o reino para seu genro Pandião. Pilas havia matado seu tio Bias, e se retirou para o Peloponeso, onde fundou Pilos. Pausânias acha a versão dos atenienses mais plausível que a dos megareus, pois o túmulo de Pandião se encontrava em Mégara. Niso, filho de Pandião, ficou reinando em Mégara, e seu irmão mais velho Egeu ficou com Atenas.
Os megareus relatavam que Niso foi sucedido por Megareu, filho de Posidão, que se casou com Ifinoé, filha de Niso; eles não mencionam a participação na guerra contra Minos, que teria capturado a cidade na época de Niso. Segundo os beócios, Megareu caiu em batalha contra Minos, e o local de sua morte, que era chamado Nisa, passou a se chamar Mégara.
Megareu, segundo os megareus, perdeu seus dois filhos, e legou o reinado a seu genro Alcatos, filho de Pélope. Pausânias não aceita a versão dos megareus, e propõe, para conciliar as várias lendas, que Alcatos veio de Élis quando Mégara estava em ruínas, após a morte de Niso, e reconstruiu a cidade.
Segundo Pausânias, Mégara era uma cidade tributária de Atenas, tanto que Peribeia, filha de Alcatos, foi enviada, com Teseu, como tributo a Minos. Peribeia se casou com Telamon, filho de Éaco, e tiveram como filho Ájax, o sucessor de Alcatos.
Quando Codro reinava em Atenas, os peloponésios atacaram Atenas, sem sucesso, e, na volta, tomaram Mégara. Assim, a cidade tornou-se uma cidade dórica.

## História
Na Antiguidade, Mégara (em grego, Μέγαρα – grandes casas) era uma cidade-Estado da Grécia Antiga, situada no lado norte do estreito de Corinto, na Ática. Prosperou imensamente no século VII a.C., tendo inclusive fundado colônias. Sua principal colônia foi construída em 667 a.C.: Bizâncio, capital do Império Bizantino e atual Istambul.
Durante a Guerra do Peloponeso, teve o seu território devastado e entrou em declínio. A saída de Mégara da Liga do Peloponeso, dominada por Esparta (c.460 a.C.), foi uma das causas da Primeira guerra do peloponeso. Pelos termos da Paz de Trinta Anos de 446-445 a.C., Mégara retornou à Liga do Peloponeso.
Na Guerra do Peloponeso  (c. 431-404 a.C.), Mégara foi aliada de Esparta. O "decreto megariano" é considerado uma das muitas causas da Guerra do Peloponeso. O "decreto megariano" foi emitido por Atenas com o propósito de afetar a economia de Mégara. Estabelecia que os mercadores de Mégara não podiam atuar em território controlado por Atenas.
Participou das guerras médicas e lutou contra Corinto em 459 a.C. com ajuda de Atenas.
Revigorada como colônia romana, foi definitivamente arruinada na Idade Média.
Bizâncio foi fundada por colonos de Mégara no século VII a.C. No século VI a.C., o poeta Teógnis também veio de Mégara. No início do século IV a.C. , Euclides de Mégara fundou a escola megarian de filosofia que floresceu por cerca de um século e tornou-se famosa pelo uso da lógica e da dialética.